# Gamla Oxelösund

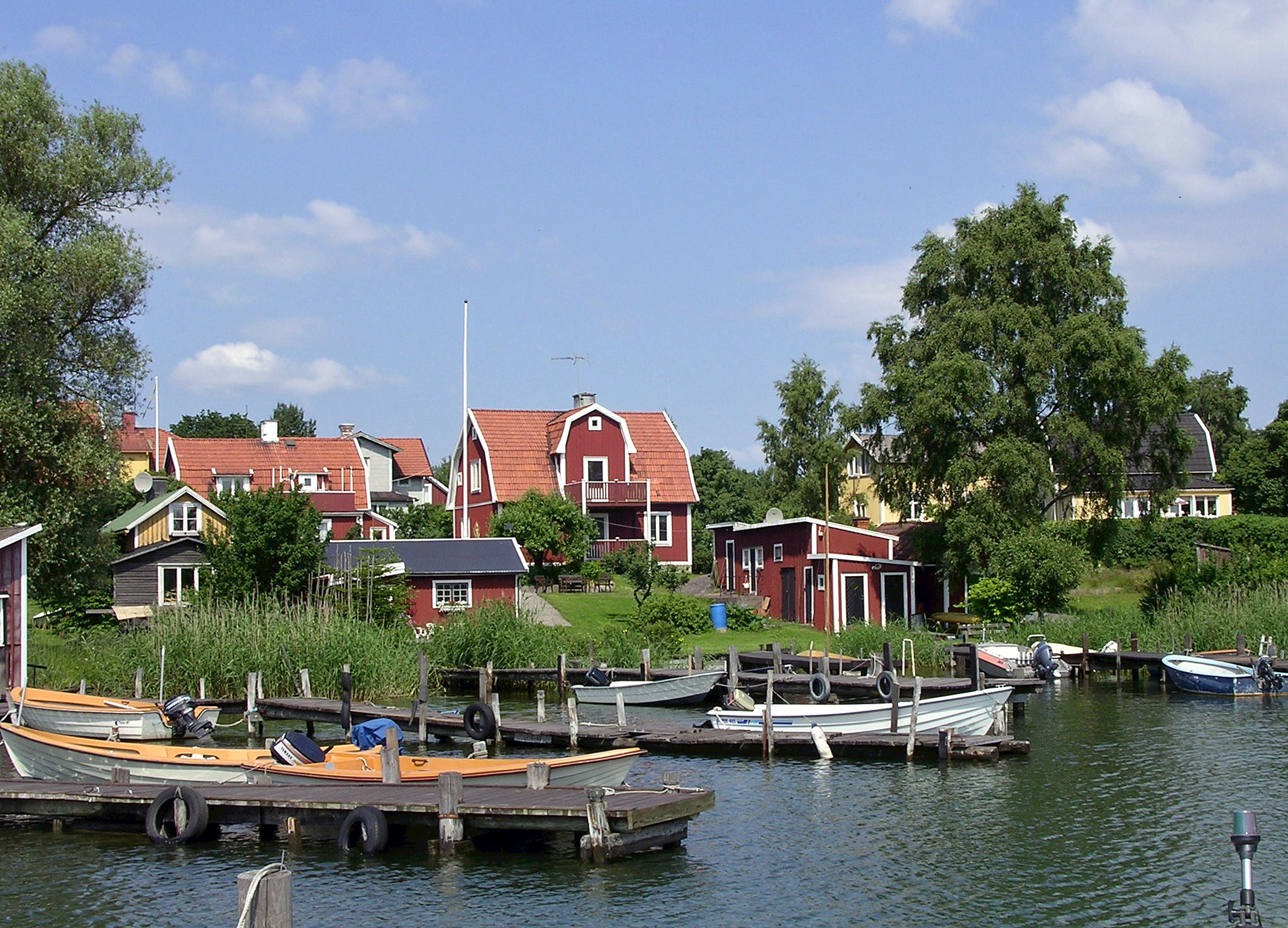
Gamla Oxelösund.

Gamla Oxelösund är en stadsdel i Oxelösund belägen mellan Oxelösunds järnverk och Oxelösunds hamn.

## Historik

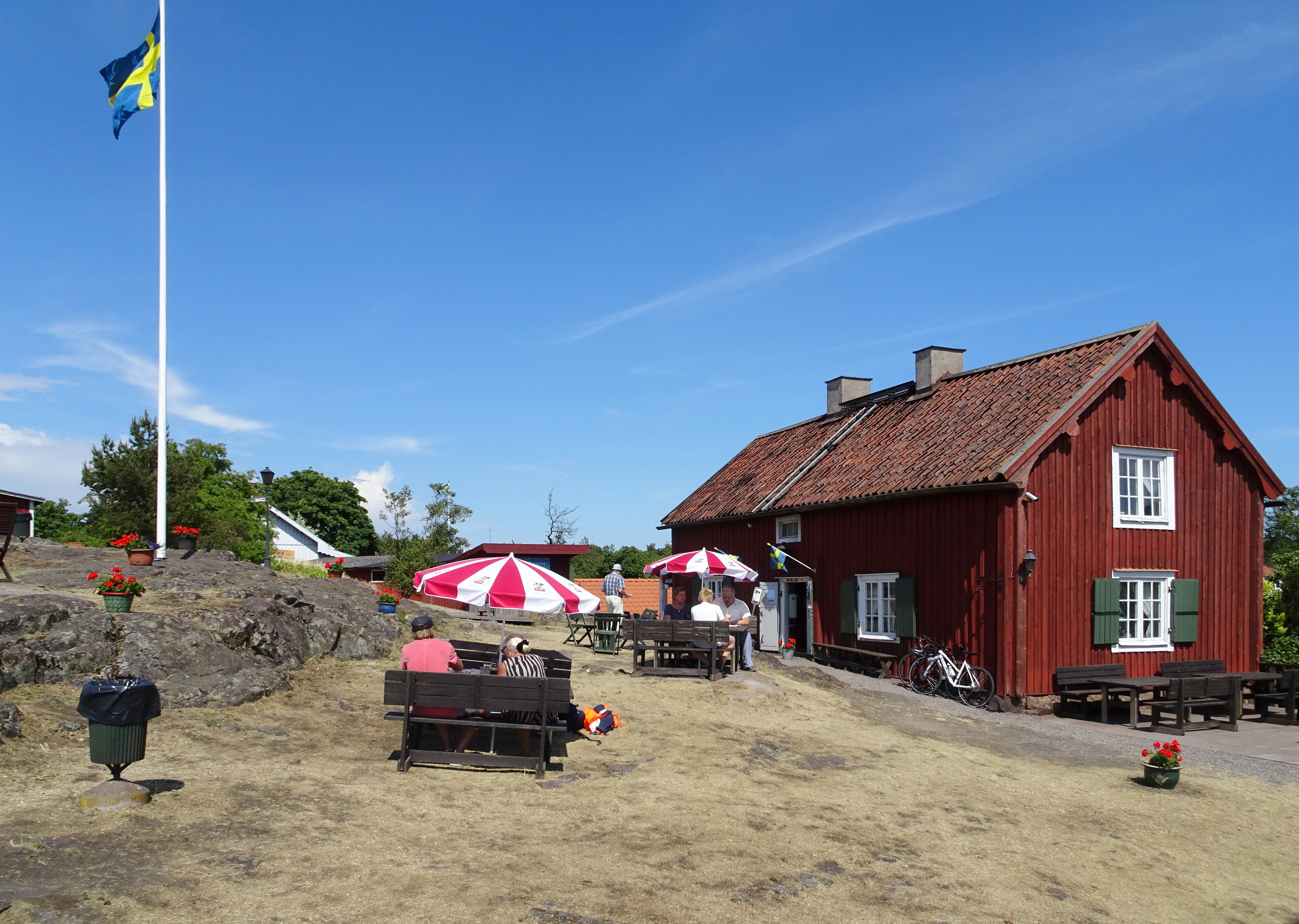
Gamla krogen från slutet av 1700-talet (numera "Oxelö Krog") på berget vid sundet.

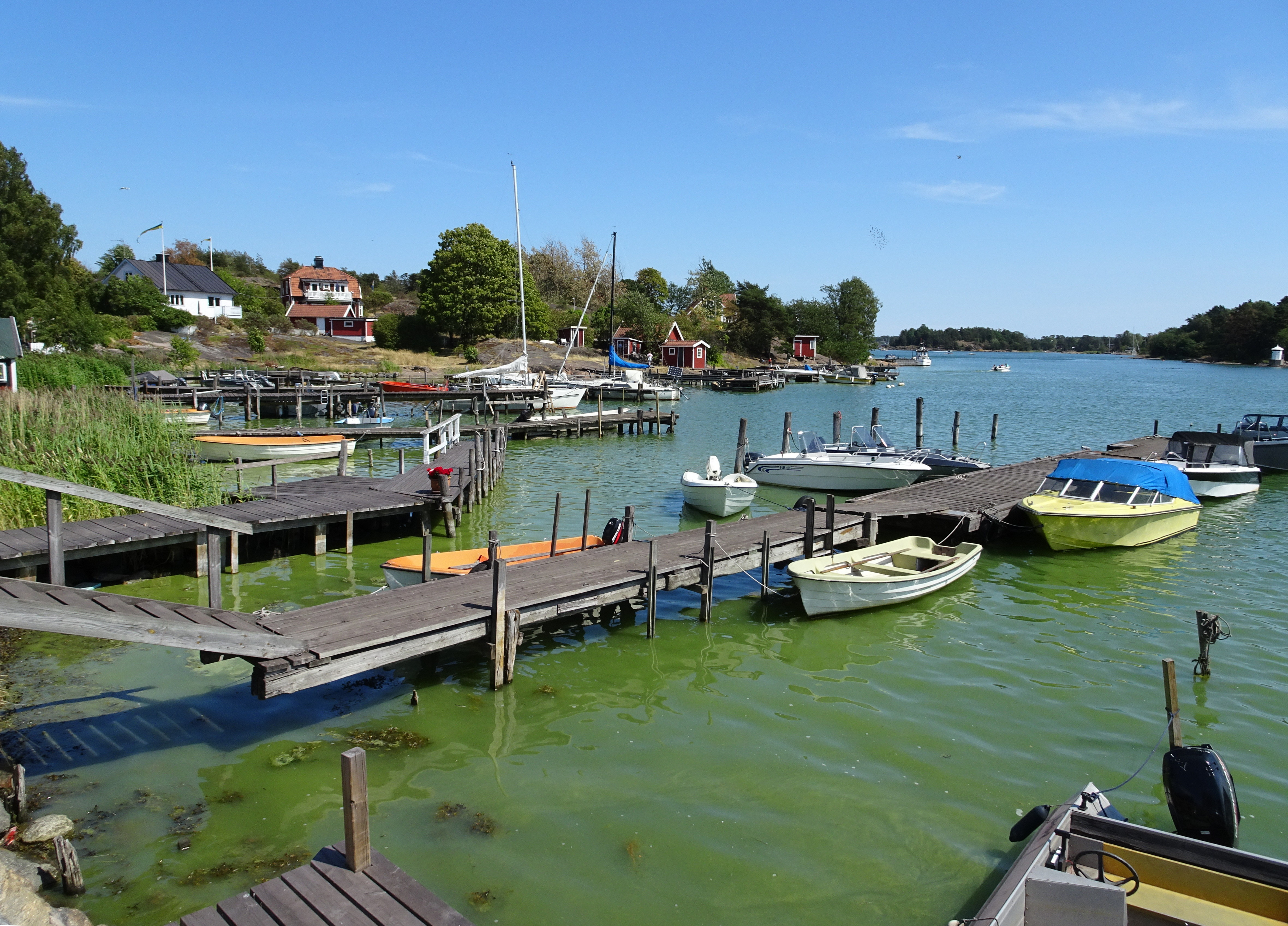
Gamla Oxelösund med småbåtshamnen.

En lotsled passerade genom Oxelösundet redan på medeltiden och från 1530-talet fanns lotsar här i trakten. En lotsstation fanns här åtminstone 1642. Lotsplatsen har dock flyttats något, 1683–1845 låg den vid Oxelö hemman, och flyttade därefter till Bredviken, varifrån den 1878 flyttades till Sandviken. Vid slutet av 1700- och början av 1800-talet placerades en del av stationen vid sundet där små lotsstugor uppfördes och på 1840-talet fanns här även en handelsbod. Denna bebyggelse är dock idag helt riven.
Under 1600-talet uppfördes en försvarsskans på berget vid sundet. Där fanns även en krog och en begravningsplats. Skansen är nu borta liksom kyrkogården, endast en gravsten finns kvar i trädgården till den nu rivna Villa Skansborg. Den nuvarande krogbyggnaden, en rödfärgad parstuga, är troligen uppförd under slutet av 1700-talet. Under slutet av 1800-talet sedan järnvägen anlagts fungerade krogen en tid som gästgiveri och skjutsstation. Den är numera hembygdsgård och restaurangen "Oxelö Krog" och utgör den enda bevarade byggnaden från tiden före 1850. Den näst äldst byggnaden här är Vita havet som uppfördes i mitten av 1860-talet som bostad för två lotsfamiljer.
Sedan järnvägen kommit till Oxelösund började även sommarvillor att uppföras i området. Även många lotsar kom, sedan kontantlön införts och boställena slopats, att uppföra egna bostadshus här, som Solbacken och Solhem. En bagarstuga som använts av lotsarna finns ännu kvar på tomten till den rivna Villa Skansborg. Bland välbevarade lotsstugor från 1920-talet märks Bergsund 2, Österlid och Lyckebo. Bland sommarhusen märks Molanderska villan och Kristineberg eller Ördénska villan, den senare troligen uppförd på 1870-talet men ombyggd på 1920-talet. Nyköpings magasinsplats lät under 1920-talet avstycka tomter här som såldes till andra yrkeskategorier som järnverks- och glasbruksarbetare och fiskare. 1950 bodde omkring 130 personer i Gamla Oxelösund. Senare avsattes dock området som industrimark, många hus revs, och befolkningen minskade.